# Růžena Nasková
Růžena Nasková, dívčím jménem Růžena Nosková (28. listopadu 1884 Praha – 17. června 1960 Praha) byla česká herečka, sestra spisovatelky Heleny Malířové. Provdala se za malíře Františka X. Naskeho. Byla dlouholetou členkou Národního divadla v Praze, v roce 1947 byla jmenována národní umělkyní. 

## Život

### Rodina, divadelní začátky
Narodila se v Praze v dobře situované měšťanské rodině jako mladší ze dvou dcer. Otec Josef Nosek (1829–1899) byl žurnalistou a fejetonistou, spolupracovníkem Jana Nerudy. Z existenčních důvodů se však stal magistrátním úředníkem. Od mládí toužila hrát divadlo, ale rodiče si to nepřáli. Tajně si sama pro sebe recitovala poezii, a také hodně četla při studiu na Vyšší dívčí škole.  Až po otcově smrti  se mohla s matčinou podporou pokusit o hereckou kariéru. Zpočátku hrála v ochotnických představeních.  Poprvé se objevila  v divadle v Libni v roli Marie ve hře Mlynář a jeho dítě roku 1900.  Vystupovala také  jako ochotnice v Pištěkově aréně na Vinohradech v roli Amálie v Schillerových Loupežnících. Od mládí však měla potíže kvůli své tělesné výšce, která značně přesahovala tehdejší obvyklou míru hereckých kolegyň (měřila téměř 180 cm).
Velmi často navštěvovala se sestrou spisovatelku Růženu Svobodovou a v jejím literárním salonu  potkala tehdy slavnou herečku  Hanu Kvapilovou, která však její herecké ambice vlídně, ale kategoricky odmítla s poukazem na slabý hlas a nezřetelnou výslovnost.  Růžena Nosková poté brala hodiny herectví u Otilie Sklenářové-Malé a několik měsíců studovala zpěv pro zesílení hlasu.  Pokoušela se získat angažmá v profesionálních  divadlech, ale pak i v různých ochotnických společnostech. Příležitost dostala až  ve slovinském národním divadle v Lublani, kde vystupovala v letech 1904 až 1907, přičemž v létě v době divadelních prázdnin hrála v Praze na periferních scénách a v literárních kabaretech. Během  jednoho měsíce se musela  naučit slovinsky a později dokonce  ze slovinštiny i překládala. 
Na jaře 1907 byla přijata do nově utvářeného souboru Vinohradského divadla v Praze, které mělo zahájit činnost na podzim téhož roku. Během léta  hrála v holešovické Uranii, kde upoutala pozornost  Jaroslava Kvapila, který hledal novou herečku pro Národní divadlo za předčasně zemřelou Hanu Kvapilovou.  Po urovnání sporu mezi oběma divadly  Růžena Nosková  v srpnu poprvé vstoupila na jeviště Národního divadla. 
Jejím manželem byl malíř František Xaver Naske, za kterého se provdala nejdříve civilně v roce 1910 na Staroměstské radnici a poté i církevně 25. června 1940 na Smíchově.  Svou manželku namaloval v několika divadelních rolích.

### Národní divadlo
Od roku 1907 až do roku 1948 byla členkou souboru Národního divadla v Praze, pohostinsky však stále vystupovala i s ochotníky, kde hrála až do roku 1944. Zpočátku byla značně ovlivněna dobovými trendy tzv. realistického herectví, kdy rozvíjela především kulturu herecké řeči. Hrála role tragické i komické, především jí vyhovovaly role aristokratických žen, kde vynikla její mohutná postava, efektní zjev i přirozená noblesa. Již v mladém věku vytvořila roli matky ve hře Smrt matky Jugovičů  srbského dramatika Ivo Vojnoviče nebo paní Higginsové v Shawově Pygmalionu, ke kterým se vrátila ještě v pozdějších letech.  Postupně si vytvořila image hrdinských matek a velice moudrých žen. Herecký charakter Růženy Naskové se projevil v hlavní roli v dramatu Madame Sans-Gêne Victoriena Sardoua.  Její postavení v Národním divadle však bylo nejisté, dvakrát jí hrozila výpověď.  Koncem dvacátých let vstoupila do druhého období své tvorby, dostávala více hereckých příležitostí, vyzrála v hereckou osobnost, která si získala ocenění u kritiky i obecenstva. Po smrti Marie Hübnerové převzala roli Magdaleny Dobromily Rettigové ve stejnojmenné veselohře Aloise Jiráska a po ní následovaly další postavy zralých, moudrých  a laskavých žen. Zároveň vytvořila role, v nichž mohla uplatnit své komické vlohy, srdečný lidský humor.  Za výkon v  roli Carevny Alžběty ve hře Kateřina Veliká od  Alfreda Savoira získala v roce 1931 státní cenu. 
Po roce 1945  vytvořila ještě další divadelní role, ale  zdravotní problémy ji přiměly v roce 1948 scénu Národního divadla opustit, i když jeho členkou zůstala až do roku 1955. V roce 1947 jí byl udělen titul národní umělkyně.

### Film

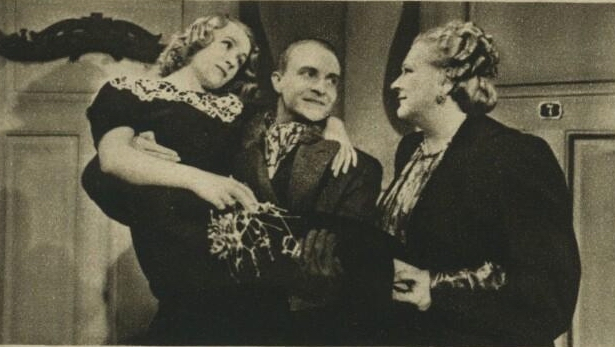
Růžena Nasková (vpravo) s Natašou Gollovou a Miroslavem Homolou ve filmu Konečně sami (1941)

Ve filmu se poprvé objevila už v roce 1915 (němý film Ahasver), ale její systematická práce v kinematografii započala až v roce 1930. Zde vytvářela rázovité postavy moudrých a rozšafných babiček, maminek, tetiček a starších žen vůbec. K nejznámějším patřily role v komediích Kvočna (1937), Příklady táhnou  (1939), Tetička (1941).  Za roli Anny Svojanové ve filmu Kvočna obdržela v roce 1938 Filmovou cenu země České.  Vynikající výkon podala v roli  Vilemíny Balvínové v dramatu Kouzelný dům (1939) režiséra Otakara Vávry. Během své kariéry  Růžena Nasková  hrála ve 14 celovečerních filmech. 
Po válce namluvila také text k několika filmovým pohádkám a komentář k filmu Jiřího Trnky Staré pověsti české (1953).  V roce 1960 o ní sestavil střihový středometrážní film Národní umělkyně Růžena Nasková  režisér Martin Frič.

### Rozhlas a další aktivity
Její vysoká kultura herecké řeči ji přímo předurčovala k práci v Československém rozhlase. Už při jeho  vzniku v roce 1923 byla Nasková požádána, aby recitovala  v provizorním stanu v Praze - Kbelích, ale přímý  přenos se nezdařil.   Účinkovala v  rozhlasovém zpracování dramatických děl, výrazné role vytvořila v Tylově Paličově dceři nebo Šrámkově Létu. Rozhlasová práce nahradila divadlo, které po válce musela zanechat kvůli své nemoci. Působila především jako recitátorka či kultivovaná čtenářka děl především českých národních klasiků (Božena Němcová: Babička, Alois Jirásek: U nás, a jiné). Nesmrtelným se stal také přednes mnoha českých národních pohádek pro děti. Některá její vystoupení byla nahrána na gramofonové desky.  
V roce 1941 vydala svoji vzpomínkovou knihu Jak šel život a o dva roky později další s názvem Malá kronika dnů.  Publikovala rovněž v časopisech stati o divadle a spoluredigovala vzpomínkový sborník Heleny Malířové Jeden život (1948). Překládala také ze slovinštiny. Příkladem budiž autorizovaný překlad knihy Dům Marie Pomocné od Ivana Cankara.
Není příliš známo, že je i autorkou několika šansonů (např. Svatební cesta).
Zemřela roku 1960 a pohřbena byla spolu se svou sestrou Helenou Malířovou v urnovém háji strašnického krematoria.

## Ocenění
- 1931 Státní cena
- 1947 titul národní umělkyně
- 1953 Řád práce

## Citát
| „                 | Růžena Nasková byla drahá všemu našemu lidu...Každého si podmanila, poněvadž nebyla pouze jednou z největších hereček Národního divadla a první velkou uměleckou osobností Československého rozhlasu, ale především vzácnou ženou velkého srdce. Z něho k nám mluvila nesentimentálně neskonalá dobrota, vlídnost a pohoda, avšak, bylo-li třeba, i ironie a hněv. | “ |
| — František Černý | |   |